# Tobias Rosen

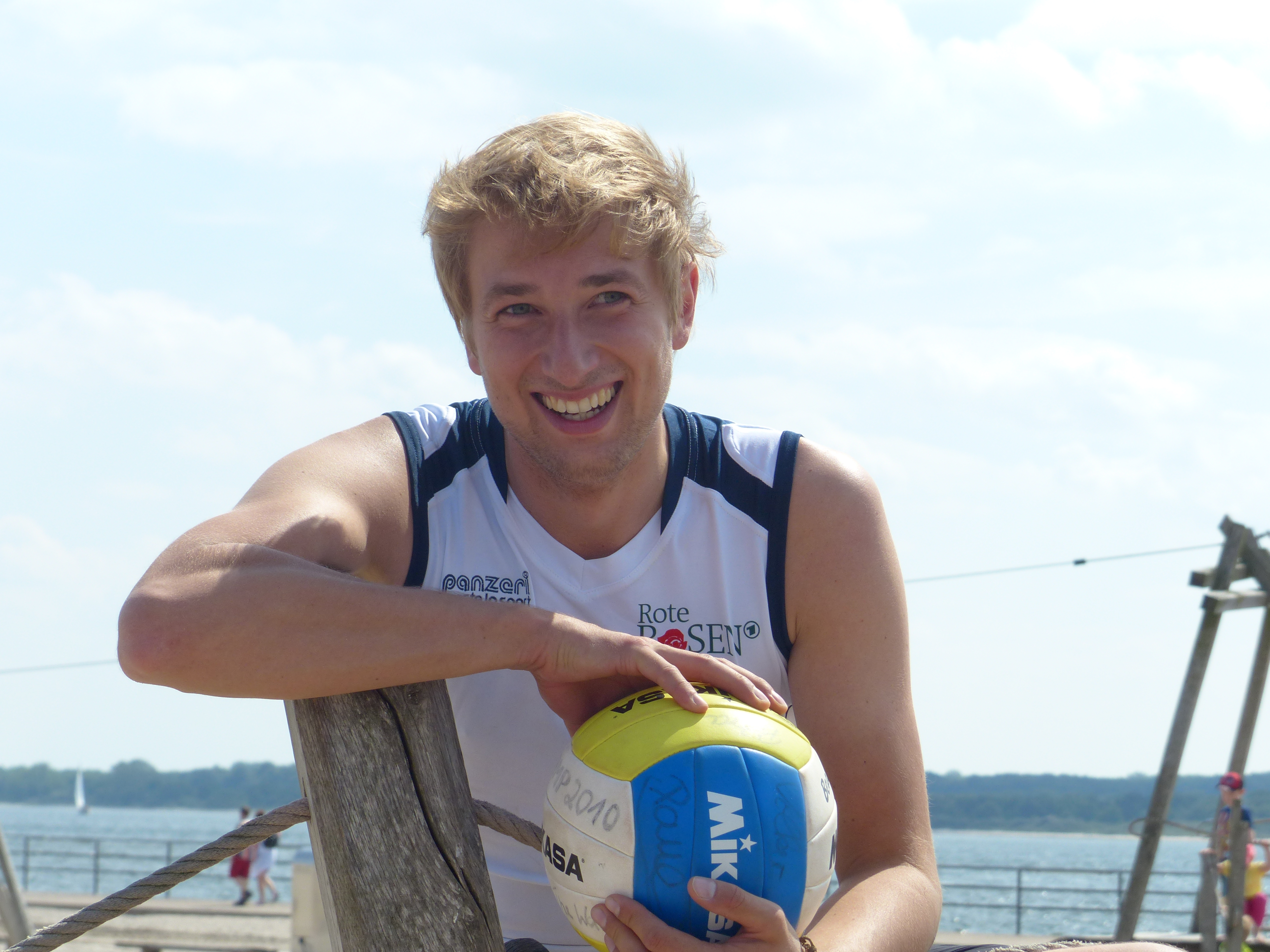
Tobias Rosen beim Beachvolleyball-Starcup 2013

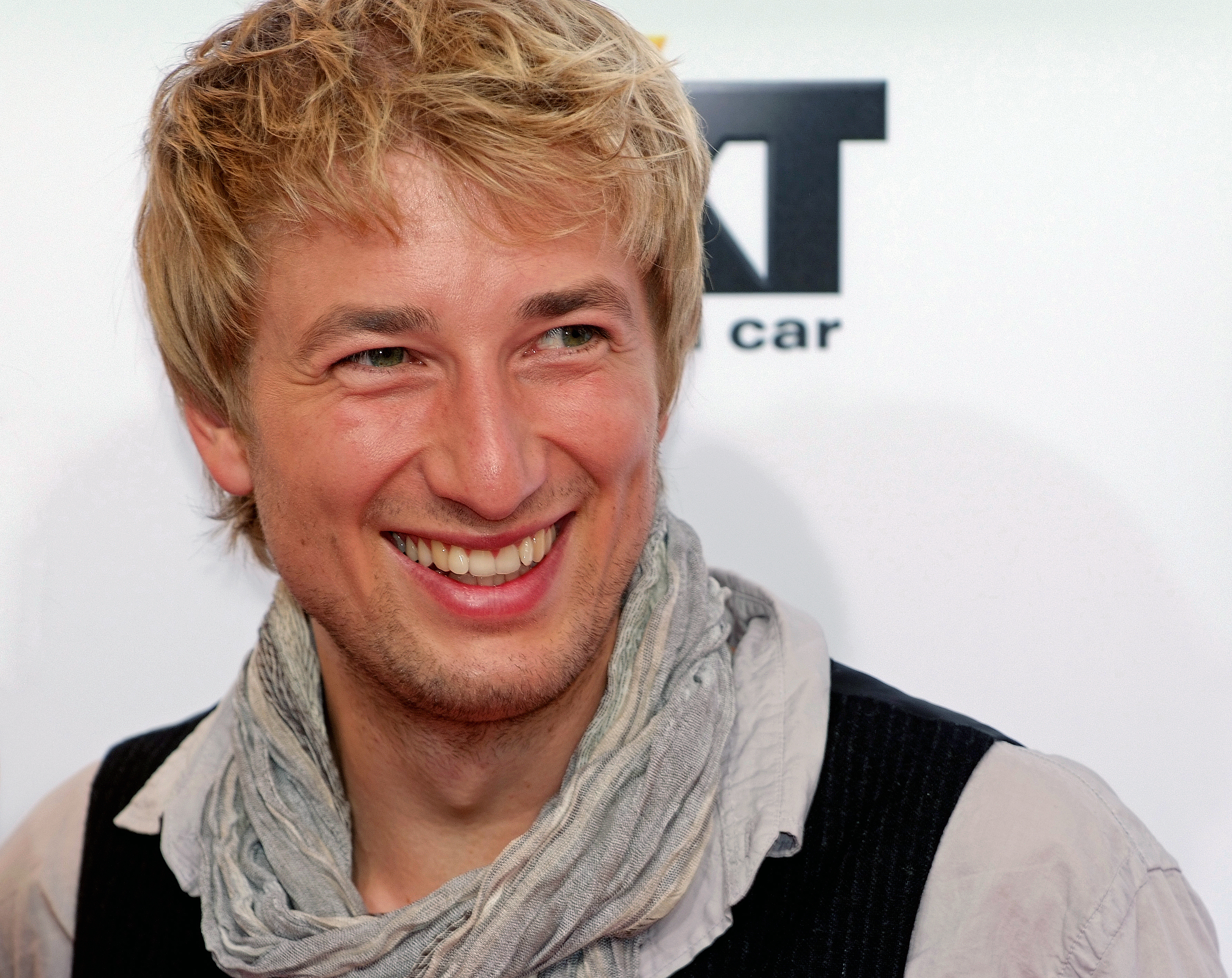
Tobias Rosen auf dem roten Teppich zum Studio Hamburg Nachwuchspreis 2012

Tobias Rosen (* 28. September 1983 in Nürnberg) ist ein deutscher Schauspieler und Filmproduzent.

## Leben
Tobias Rosen verbrachte seine Kindheit in Südafrika und seine Jugend in Oberasbach. Er war Schüler des Oberasbacher Bonhoeffer-Gymnasiums.
Er nahm 2004/2005 Schauspielunterricht an der Schauspielschule Actors in Motion in München. Von 2005 bis 2008 absolvierte er seine Schauspielausbildung an der Neuen Münchner Schauspielschule von Ali Wunsch-König in München. 2008 legte er die ZAV-Prüfung zum staatlich geprüften Schauspieler ab.
Bereits während seines Schauspielstudiums erhielt Rosen erste Theaterengagements. 2004/2005 verkörperte er bei den Klosterhofspielen in Langenzenn die Rolle des Liebhabers Fenton in der Shakespeare-Komödie Die lustigen Weiber von Windsor. 2005 trat er am Stadttheater Fürth in der Rolle des Gutsbesitzers Iwan Wassiljewitsch Lomow in dem Einakter Der Heiratsantrag auf. 2009 spielte Rosen beim Fränkischen Theater Schloss Maßbach den Wes in dem Jugendstück Crash von Sera Moore Williams, den Bobby in der Komödie Taxi, Taxi von Ray Cooney und außerdem den Fritz in der bekannten Bühnen-Klamotte Charleys Tante. Am Kleinen Theater in Bad Godesberg verkörperte er in der Spielzeit 2009/10 den Prinzen Kalaf in Turandot, in der Fassung von Friedrich Schiller. 2010 spielte er erneut beim Fränkischen Theater Schloss Maßbach; er übernahm den Dorante in Das Spiel von Liebe und Zufall, den Playboy mit Spielschulden Marco Forto in Mirandolina von Carlo Goldoni und den Bill in der Komödie Funny Money von Ray Cooney.
Seit 2005 wirkte Rosen regelmäßig bei Film- und Fernsehproduktionen mit. Er hatte Episodenrollen in den Fernsehserien Freunde – Das Leben beginnt, Siska und Marienhof. Vom 16. Februar 2011 (Folge 981) bis zum 15. Oktober 2014 (Folge 1829) gehörte er in der ARD-Fernsehserie Rote Rosen in der Rolle des Surfers und Auszubildenden zum Hotelfachmann Michael „Mick“ Eckart zum Hauptcast der Serie.
Rosen arbeitete auch als Synchronsprecher. Im Hörbuch Das Spiel der Könige von Rebecca Gablé übernahm er außerdem die Rolle des Rys.
Bereits während seiner Zeit als Schauspieler begann Rosen zusammen mit seinem Schauspielkollegen Max Kidd, dem Regisseur Tilman Braun und der gemeinsamen Firma eigene Projekte zu realisieren. Nach seinem Ausstieg aus Rote Rosen folgte ab 2014 das Filmstudium an der Hamburg Media School im Master-Studiengang (Fachbereich Produktion). Der von ihm produzierte Kurzspielfilm Valentina lief auf verschiedenen nationalen und internationalen Festivals und wurde mehrfach ausgezeichnet. Seinen Abschlussfilm Watu Wote, der auf einer wahren Begebenheit beruht, drehte Rosen als Producer in Kenia; der Film wurde in der Kategorie „Bester Kurzfilm“ 2018 für einen Oscar nominiert. Im selben Jahr wurde er in die Academy of Motion Picture Arts and Sciences berufen, die jährlich die Oscars vergibt.

## Auszeichnungen
- 2017: Studio Hamburg Nachwuchspreis in der Kategorie „Kurzfilm“ für Watu Wote (gemeinsam mit Katja Benrath und Julia Drache)[8]
- 2017: Student Academy Awards in der Kategorie „Narrative“[9]
- 2018: Oscar-Nominierung für Watu Wote in der Kategorie „Bester Kurzfilm“[10]

## Filmografie (Auswahl)
Schauspieler 
- 2006: Freunde – Das Leben beginnt (Fernsehserie)
- 2007: Siska (Fernsehserie)
- 2008: Der Liebe Wege(n) (Kurzfilm)
- 2008: Marienhof (Fernsehserie)
- 2011: Katzen auf Postkarten (Kurzfilm)
- 2011–2014: Rote Rosen (Fernsehserie)
- 2018: Endlich Gardasee! (Fernsehfilm)

Producer
- 2014: Feuerkind (Kurzfilm)
- 2015: Schwimmstunde (Kurzfilm)
- 2015: Am Ende (Kurzfilm)
- 2016: Valentina (Kurzfilm)
- 2016: Watu Wote (Kurzfilm)